# Rejon chołmski (obwód smoleński)
Rejon chołmski (ros. Холм-Жирковский район) – rejon w Rosji, w obwodzie smoleńskim ze stolicą w Chołm-Żyrkowskiju.
Przez rejon przepływa Dniepr.

## Historia
Ziemie większej części obecnego rejonu chołmskiego w latach 1508–1514 i 1611–1654 znajdowały się na pogranicznych terenach województwa smoleńskiego, w Rzeczypospolitej Obojga Narodów. Od 1654 w granicach Rosji. W XIX w. w guberni smoleńskiej, w ujezdzie bialskim.